# 虫井村
虫井村（むしいそん）は、鳥取県八頭郡にあった自治体である。1896年（明治29年）3月31日までは智頭郡に属した。

## 概要
現在の智頭町大呂・芦津・八河谷（やこうだに）に相当する。千代川支流の北股川流域に位置した。
大呂字ハセツコウには明治元年に葦津妙見社から改称した䖝井神社（虫井神社）があり、村名はこの神社から命名されたとも、また当地一帯が虫谷と呼ばれていたことに由来するともされる。
藩政時代には鳥取藩領の智頭郡山形郷（やまがたのごう）に属する中島村・大呂村・芦津村（葦津村）・八河谷村があった。

## 沿革
- 1877年（明治10年）5月22日 - 中島村が大呂村に合併する[3]。
- 1881年（明治14年）9月12日 - 鳥取県再置。
- 1883年（明治16年）3月 - 大内村に設置された連合戸長役場の管轄区域となる。
- 1889年（明治22年）10月1日 - 町村制の施行により、大呂村・芦津村・八河谷村が合併して村制施行し、智頭郡虫井村が発足。旧村名を継承した3大字を編成。大内村および山郷村との組合役場を大内村大字大内村に設置[4]。
- 1896年（明治29年）4月1日 - 郡制の施行により、八上郡・八東郡・智頭郡の区域をもって八頭郡が発足し、八頭郡虫井村となる。
- 1912年（明治45年）4月 - 山郷村が組合村を分離。大内村虫井村組合役場位置を大内村大字大内村5番2に定める[5]。
- 1915年（大正4年）1月1日 - 「虫井村大字◯◯村」から大字の「村」を削除し、「虫井村大字◯◯」と改称[6]。
- 1919年（大正8年）1月1日 - 大内村と合併して山形村が発足。同日虫井村廃止[7]。

## 行政
歴代大内村虫井村組合村長については大内村を参照。